# Moderna Försäkringar
Moderna Försäkringar ist eine auf Sachversicherung spezialisierte schwedische Versicherungsgruppe. Seit 2009 gehört das Unternehmen zur dänischen Versicherungsgruppe Tryg Forsikring.

## Geschichte und Hintergrund
Die Geschichte des Unternehmens geht auf die Gründung des auf Marine- und Transportversicherung spezialisierten Versicherers Atlantica Båtförsäkring zurück, der 1916 gegründet wurde. Dabei entwickelte sich insbesondere die Versicherung von Freizeitbooten zu einem zentralen Standbein, bei dem das Unternehmen zu einem der Marktführer wurde. Maßgeblich war hier der seinerzeitige Unternehmenschef Hugo Röhss, der den engen Kontakt zu den schwedischen Werften suchte und diese teilweise als Vermittler gewinnen konnte. In den 1980er Jahren übernahm die Beteiligungsgesellschaft Kinnevik das Unternehmen.
2000 konsolidierte Kinnevik seine Versicherungsbeteiligungen innerhalb der Moderna-Gruppe, in der neben Atlantica auch die kurz zuvor gegründeten Versicherer Moderna, Moderna Liv (Lebensversicherung), Bilsport & MC  (KfZ- und Motorradversicherung) und Moderna Djurförsäkringar (Tierversicherung) organisiert waren.
2009 verkaufte Kinnevik das Versicherungsgeschäft. Dabei ging das Lebensversicherungsgeschäft an den britischen Versicherer Chesnara, das Nichtlebengeschäft wurde von der dänischen Versicherungsgruppe Tryg übernommen. Dabei behielt das Nichtlebensversicherungsgeschäft den Namen Moderna, Chesnara benannte seine schwedische Tochter in Movestic Liv & Pension um.
2021 übernahm Tryg den schwedischen Konkurrenten der Moderna Trygg-Hansa. Als Folge der Übernahme sollen Moderna Försäkringar, Nummer 5 auf dem schwedischen Markt, und Trygg-Hansa, zum Zeitpunkt der Übernahme viertgrößter Marktteilnehmer auf dem schwedischen Markt nach Länsförsäkringar, If Skadeförsäkring und Folksam, 2022 zu einem gemeinsamen Unternehmen fusionieren, der Zusammenschluss soll voraussichtlich 2024 vollständig abgeschlossen sein. Das gemeinsame Unternehmen würde auf den zweiten Platz aufrücken.